# فرودگاه کپ اسکر
فرودگاه کپ اسکر (به انگلیسی: Cap Skirring Airport) یک فرودگاه همگانی با کد یاتا CSK است که یک باند فرود آسفالت دارد و طول باند آن ۲۰۰۰ متر است. این فرودگاه در کشور سنگال قرار دارد و در ارتفاع ۱۶ متری از سطح دریا واقع شده‌است.

## شرکت‌های هواپیمایی و مقصدهای پروازی
There are currently no scheduled passenger flights to/from the airport, as Senegal Airlines, which was the sole commercial airline at the airport, became defunct.